# Bama (Bama)
Pour les articles homonymes, voir Bama.
Cet article concerne le village chef-lieu. Pour le département et la commune rurale, voir Bama (département).
Bama, également connu sous le nom de Vallée du Kou, est un village du département et la commune rurale de Bama, dont il est le chef-lieu, situé dans la province du Houet et la région des Hauts-Bassins au Burkina Faso.

## Géographie

### Situation et environnement
Bama est située à 25 km au nord-ouest de Bobo-Dioulasso.

### Démographie
- En 2006, le village comptait 22 244 habitants recensés[1].

## Histoire
En 2006, la Vallée du Kou, qui borde le sud-est et l'est de l'ancien village et qui comprend (au sein de son périmètre rizicole et le long de la route nationale le traverse) plusieurs autres villages ou hameaux, est administrativement rattaché au village.

## Économie

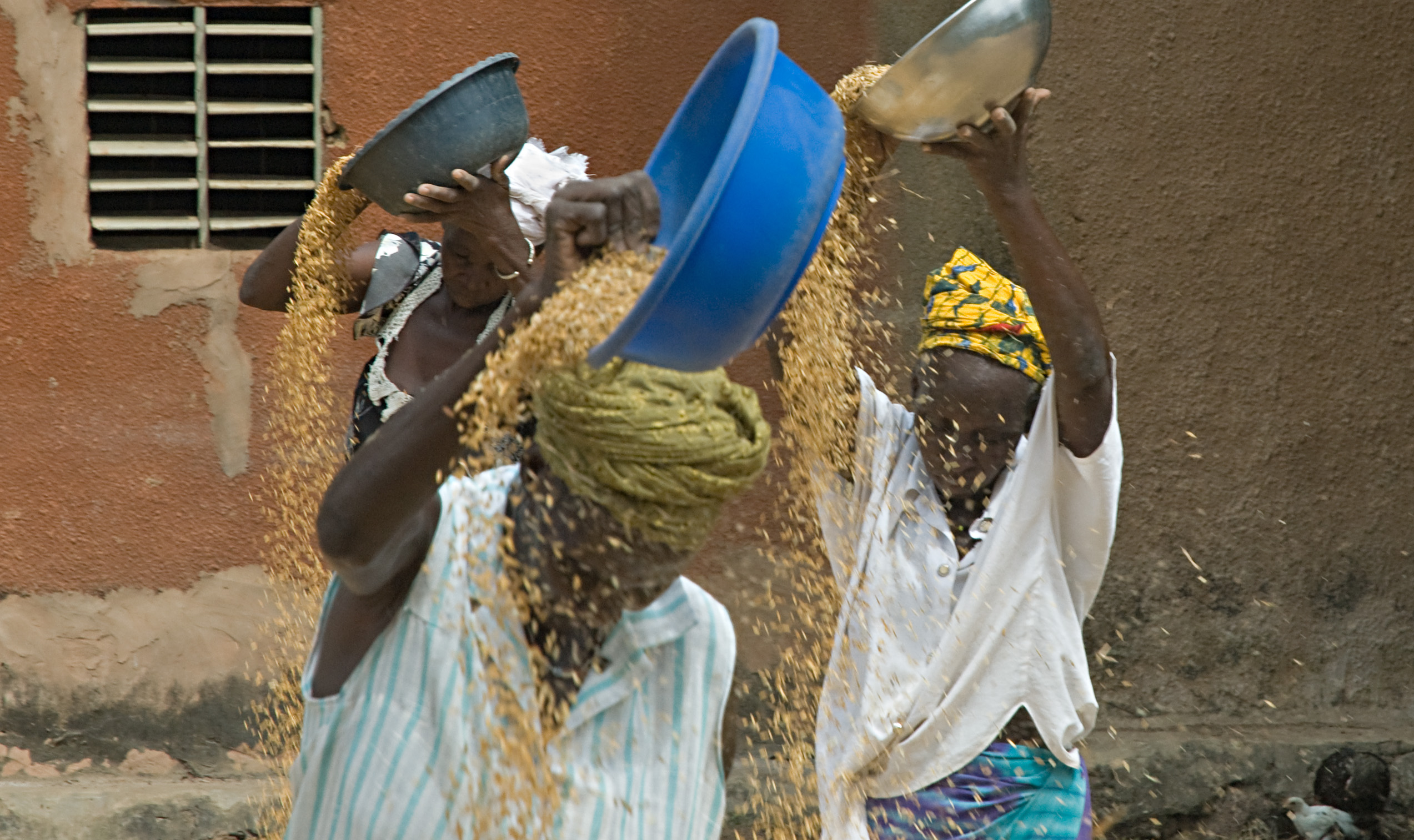
Habitantes de Bama vannant du riz.

L'économie de la ville repose sur la production de riz pluvial dans le périmètre rizicole de la Vallée du Kou. Le marché de la commune est un important centre de commerce et d'échange du département et de la région.

## Transports
Le village est traversé par la route nationale 9 qui va de la capitale régionale Bobo-Dioulasso au sud-est jusqu'au village de Faramana au nord-ouest, à la frontière avec le Mali (où elle rejoint la route nationale 12 vers Koutiala et Bla).

## Éducation et santé
Bama dispose d'un centre de santé et de promotion sociale (CSPS) tandis que le centre hospitalier régional (CHR) se trouve à Bobo-Dioulasso.

## Culture et patrimoine
Bama est célèbre pour sa « mare aux hippopotames », au cœur et au nord-est de son périmètre rizicole.